# Aspects (Tom Newman)
Aspects, pubblicato nel 1985, è il quinto album solista di Tom Newman, produttore e musicista inglese.
Il disco raccoglie otto commenti sonori realizzati per un programma della televisione inglese BBC dedicato all'analisi di altrettanti quadri di pittori famosi; il programma in questione venne prodotto da Trevor Dann. Il successo dell'iniziativa spinse Nick Austin della Coda Records a pubblicare anche una versione in VHS di "Aspects".
La musica strumentale di Tom Newman risulta ora maggiormente elettronica, vicina all'ambient di Brian Eno e all'elettronica fruibile del "massimalismo new age" (Costance Demby, David Parsons, Robert Rich, Steve Roach, Michael Stearns). Un disco apprezzato tanto dagli appassionati di generi quali la fusion e la new Age, quanto dai più pretenziosi ricercatori di sonorità orchestrali alla Kitarō.

## Landscape Series
Da una idea di Nick Austin.
Composto, Arrangiato, Suonato, Registrato e Prodotto da Tom Newman.
Musica pubblicata dalla Beggars Banquet Music Ltd.

## Tracce
1. Beach scene – 6:10
2. The tower of Babel – 6:32
3. The stonemason's yard – 6:16
4. The fighting Temeraire – 8:39
5. The Rokeby Venus – 6:36
6. Stonehenge – 5:20
7. The dream – 6:11
8. Samson and Delilah – 5:59

## Uscita discografica in LP
- Coda Records (1985) codice NAGE7

## Stampe in CD
- Coda Records (1985) codice 830507-2 (stampato in Germania per mercato europeo)
- Hearts Of Space (1986) codice 830507-2 (stampato in USA per mercato americano)

## Grafica
Il fronte della copertina è una foto di Charlie Waite che ritrae un laghetto al tramonto. Nel retro copertina del vinile è presente un primo piano fotografico di Tom Newman.